# José Luis Del Palacio
José Luis Del Palacio y Pérez-Medel (ur. 18 marca 1950 w Madrycie) – hiszpański duchowny katolicki, biskup Callao w latach 2012–2020.

## Życiorys
Święcenia kapłańskie otrzymał 3 lutego 1985 z rąk papieża Jana Pawła II. Od 1975 pracował jako przewodniczący grupy katechistów neokatechumenatu w Peru. Był także m.in. wykładowcą na wydziale teologicznym w El Callao.
12 grudnia 2011 papież Benedykt XVI mianował go ordynariuszem diecezji Callao. Sakry biskupiej udzielił mu 7 stycznia 2012 kard. Antonio María Rouco Varela. Ingres odbył się 22 stycznia 2012.
15 kwietnia 2020 papież Franciszek przyjął jego rezygnację z pełnionego urzędu.